# Saux-et-Pomarède
Saux-et-Pomarède (okzitanisch Sauç e Pomareda) ist eine französische Gemeinde mit 241 Einwohnern (Stand: 1. Januar 2022) im Département Haute-Garonne in der Region Okzitanien; sie ist Teil des Arrondissements Saint-Gaudens und des Kantons Saint-Gaudens. Die Einwohner werden Saurédois und Pomarédiens genannt.

## Geografie
Saux-et-Pomarède liegt in der historischen Provinz Comminges am Fuß der Pyrenäen, etwa 85 Kilometer südwestlich von Toulouse. Umgeben wird Saux-et-Pomarède von den Nachbargemeinden Saint-Ignan im Norden, Larcan im Norden und Nordosten, Latoue im Nordosten, Lieoux im Osten, Saint-Gaudens im Süden, Villeneuve-de-Rivière im Süden und Südwesten, Bordes-de-Rivière im Westen und Südwesten sowie Le Cuing im Westen und Nordwesten.

## Bevölkerung
| Jahr      | 1962 | 1968 | 1975 | 1982 | 1990 | 1999 | 2006 | 2013 |
| --------- | ---- | ---- | ---- | ---- | ---- | ---- | ---- | ---- |
| Einwohner | 127  | 102  | 122  | 194  | 251  | 251  | 259  | 274  |

## Sehenswürdigkeiten
- Kirche Saint-Blaise aus dem 18. Jahrhundert